# X.509
X.509 är en ITU-standard för digitala certifikat, public key infrastructure (PKI) och privilege management infrastructure (PMI). Standarden används i flera internetprotokoll, såsom TLS/SSL som används av https.